# Kazumasa Kawano
Kazumasa Kawano (河野 和正, Kawano Kazumasa) est un footballeur japonais né le 7 novembre 1970.